# Heilige Dreifaltigkeit (Waltenhofen)

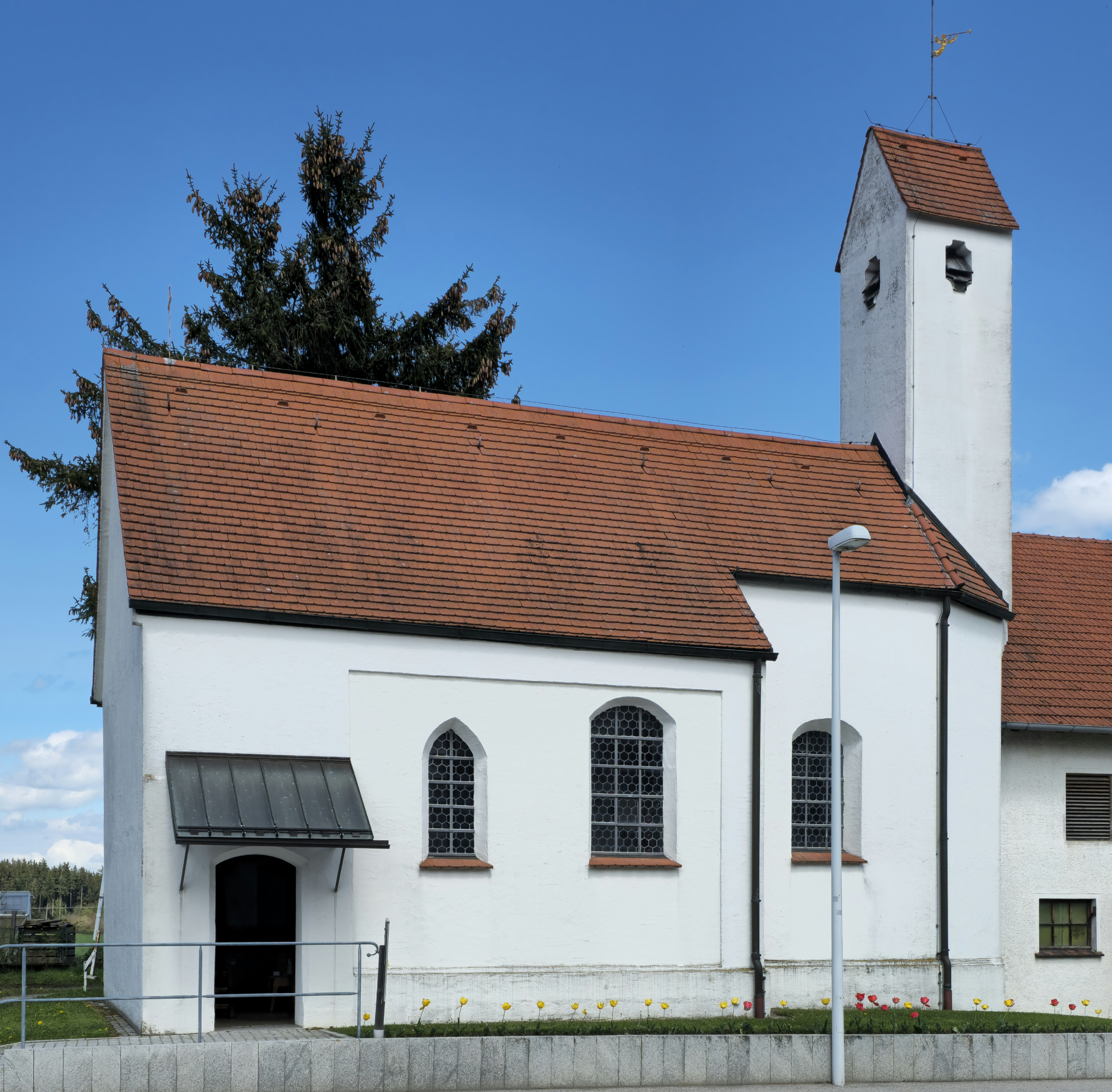
Hl. Dreifaltigkeit von Süden

Die römisch-katholische Kirche Hl. Dreifaltigkeit im Gemeindeteil Waltenhofen der oberbayerischen Gemeinde Egenhofen ist eine Filiale der Pfarrei Oberweikertshofen. Sie wurde als eine nachgotisch geprägte Spätrenaissancekirche errichtet.

## Geschichte

Innenansicht mit Blick zum Chor

Die 1612 erbaute Kirche ist eine Stiftung des reichen Roggensteiner Bauern Hans Schädel, der 1612 mit seinem Fuhrwerk über die Wurzeln eines mächtigen Baumes stürzte. Der Unfall verlief glimpflich und ein kreuzförmiges Wurzelwerk wurde freigelegt, weshalb sich der Bauer zu seiner Stiftung entschloss. 

Langhaus-Stuckdecke

Als 2012 das Kreisbauamt Fürstenfeldbruck die Waltenhofener Ortsdurchfahrt ausbauen ließ, wurde das Mauerwerk des Kirchengewölbes schwer beschädigt und war seitdem einsturzgefährdet. Die Kirche wurde seit Ende 2012 durch Baugerüste abgestützt. Da die Kirchenstiftung nicht über das notwendige Geld verfügte, stritten der Landkreis Fürstenfeldbruck und das Ordinariat München-Freising, wer die Renovierungskosten übernehmen soll. Der Landkreis konnte sich 2020 mit dem Ordinariat einigen, indem er 28.000 € beisteuert. Im Herbst 2022 wurde das Gotteshaus mit einer feierlichen Einweihung nach langwieriger Renovierung der Öffentlichkeit wieder zugänglich gemacht.

## Architektur

Hochaltar

Der kleine Kirchenbau besteht aus einem dreijochigen Langhaus und einem einjochigen Chor mit Dreiachtelschluss (innen abgerundet). Auf der Chorostwand sitzt der schlanke Dachreiter mit Satteldach. Auffallend sind an der Südseite die drei unterschiedlichen Fenster. Bei der knapp 25-jährigen Umgestaltung um 1700 wurden zwei der ursprünglich nachgotisch-spitzbogigen Fenster in unterschiedlichen Größen und Formen im barocken Stil verändert.

## Ausstattung
Der reiche spätbarocke Akanthusstuck aus der Zeit um 1705 bis 1713 im flachgedeckten Langhaus, im kreuzgewölbten Chor und am Chorbogen stammt von Benedikt Heiß. Die einstmaligen Freskenfelder sind weiß übertüncht. Der Hochaltar von 1690 und die an den Chorbogen gestellten Seitenaltäre von etwa 1695 werden dem Dachauer Kistler Franz Prugger zugeschrieben, die skulpturale Ausstattung stammt von dem Landsberger Bildhauer Lorenz Luidl. Der Hochaltar wird durch den überdimensionierten Tabernakel aus der einstmaligen Pfarrkirchenausstattung Oberweikertshofens geprägt. Bei dessen Übernahme wurden die Säulen ab der Mitte gekappt und Luidls Marienkrönungs-Hochrelief mit der Heiligen Dreifaltigkeit, das früher weiter nach unten reichte, gekürzt. Seitlich stehen über den Durchgängen die Apostelfürsten Petrus und Paulus. Im Auszug befindet sich die Büste des heiligen Leonhard. Die Seitenaltäre sind den Heiligen Bartholomäus (mit dem Messer wurde ihm bei lebendigem Leibe die Haut abgezogen) links und Franz von Assisi (mit der Vision in der Anbetung des Kreuzes, bei der er die Stigmata empfing) rechts gewidmet. Die Kanzel schuf 1693 wiederum Franz Prugger. An den seitlichen Chorwänden sind Figuren der Heiligen Johannes der Täufer und Sebastian aufgestellt, die ebenfalls von Lorenz Luidl stammen. Das Kruzifix mit Mater Dolorosa ist eine Arbeit vom Anfang des 18. Jahrhunderts eines nicht zu ermittelnden Künstlers. 

Linker Seitenaltar mit Kanzel
Chorgewölbe
Rechter Seitenaltar

### Gedenkstein
An der nördlichen Kirchenwand befindet sich ein marmorner Gedenkstein, der an den Stifter und seine Frau erinnert.